# Ernst Meier (Medienwissenschaftler)
Ernst Karl Meier (* 4. September 1893 in München; † 17. September 1965 in Schweinfurt) war ein deutscher Politiker (BVP), Nationalökonom und Zeitungswissenschaftler. Er gehörte dem Widerstand gegen den Nationalsozialismus an.

## Leben
Meier studierte nach dem Abitur am Realgymnasium in München Philosophie, Rechts- und Staatswissenschaften an den Universitäten in München, Tübingen, Berlin und Erlangen. 1919 (Dr. phil.) und 1921 (Dr. rer. pol.) wurde er promoviert.
1920 wurde er Referent in der Außenhandelsabteilung des Auswärtigen Amtes in Nürnberg. Später ging er als Handelsredakteur zum Fränkischen Kurier in Nürnberg und wurde Syndikus beim Verband Bayerischer Zeitungsverleger. 1924 habilitierte er sich in wirtschaftlichen Staatswissenschaften und wurde Privatdozent an der Universität Erlangen; er war Geschäftsführer des Erlanger Universitätsbundes.
Nach der „Machtergreifung“ der Nationalsozialisten wurde er 1934 wegen seiner Mitgliedschaft in der Bayerischen Volkspartei (BVP), für die er zuvor erfolglos für den Bayerischen Landtag kandidiert hatte und von 1929 bis 1933 im Erlanger Stadtrat saß, und der 1932 gegründeten BVP-Wehrorganisation Bayernwacht, deren Vorsitz er in Franken innehatte, entlassen. Er wurde in der Folge wiederholt verhaftet (Schutzhaft) und lebte am Existenzminimum. Zufällig wurde er die „Rechte Hand“ des bayerischen Widerstandskreises um Franz Sperr, der 1945 hingerichtet wurde. Joachim H. Knoll bezeichnete ihn später als „linksliberale[n], bayerische[n] Heimattreue[n]“.
1935 wurde er nach Peking berufen, konnte die Stelle aber aufgrund des Zweiten Japanisch-Chinesischen Krieges nicht antreten. 1937 wurde er Sachverständiger bei der Wehrwirtschaftsinspektion München. 1939 referierte er im Rahmen einer Vortragsreihe der Deutschen Gesellschaft für Wehrpolitik und Wehrwissenschaften und der Universität München zum Thema „Die Wirtschaft im Weltkriege“. Von 1939 bis 1945 diente er in der Wehrmacht, zuletzt als Hauptmann der Reserve. Am Ende des Krieges geriet er in Kriegsgefangenschaft.
Nach 1945 war er zunächst Landrat in Neumarkt in der Oberpfalz. Außerdem war er Treuhänder des Industrieunternehmens Buchtal A.G. 1948 wurde er außerordentlicher Professor für Wirtschaftswissenschaft an der Hochschule für Wirtschafts- und Sozialwissenschaften Nürnberg, wo er das Institut für Publizistik leitete. Ab 1949 war er auch als Lehrbeauftragter für Publizistik an der Universität Erlangen und der Philosophisch-theologischen Hochschule Bamberg tätig. Zu seinen akademischen Schülern gehörte u. a. Wilhelm Bierfelder. 1964 wurde Meier emeritiert; er wirkte danach noch publizistisch. Er war u. a. Mitarbeiter am Handwörterbuch des Kaufmanns und am Handwörterbuch der Arbeitswissenschaft. Gemeinsam mit Karl d’Ester gab er das Handbuch der Presse heraus. Außerdem war er Mitglied des Kuratoriums der Nürnberger Joseph-E.-Drexel-Stiftung.
Bei der Bundestagswahl 1965 trat er als Direktkandidat der Deutschen Friedensunion im Bundestagswahlkreis Schweinfurt an, starb aber zwei Tage vor der Wahl. Somit wurde in diesem Wahlkreis (wie auch im Bundestagswahlkreis Obertaunuskreis wegen des Selbstmords eines anderen Bewerbers) zwei Wochen nach der eigentlichen Wahl, am 3. Oktober 1965, eine Nachwahl nötig. Es war für 22 Jahre die letzte Nachwahl zu einer Bundestagswahl.
Meier war zweimal verheiratet und Vater eines Kindes. Sein Nachlass befindet sich im Universitätsarchiv Erlangen-Nürnberg.

## Schriften (Auswahl)
- mit Gustav Aubin, Eduard Lukas, Hero Moeller, Carl L. Sachs, Adolf Günther: Eheberg-Festgabe. Beiträge zur Wirtschaftsgeschichte und Sozialtheorie. Carl Theodor von Eheberg zum 70. Geburtstage. A. Deichert, Leipzig 1925.
- Handbuch der deutschen Reparation. A. Deichert, Leipzig 1927.
- Zeittafel der deutschen Reparation 1918–1930. Palm & Enke, Berlin 1930.
- Alfred Nobel, Nobelstiftung, Nobelpreise. Duncker & Humblot, Berlin 1954.
- Zeitungen auf Grönland (= Schriften des Instituts für Publizistik an der Universität Erlangen-Nürnberg. H. 1). Duncker & Humblot, Berlin 1961.
- Zeitungsstadt Nürnberg (= Schriften des Instituts für Publizistik an der Universität Erlangen-Nürnberg. H. 2). Duncker & Humblot, Berlin 1963.